# Tronde
Tronde is een buurtschap in de gemeente Ooststellingwerf, in de Nederlandse provincie Friesland. De buurtschap ligt ten noordwesten van Elsloo en ten zuiden van Makkinga.
Tronde wordt soms ook een dorp genoemd vanwege de oude kern en het feit dat het bij een es is gelegen, zo ook esdorp genoemd. Deze kern die onder Esloo formeel valt, ligt aan de gelijknamige weg en de Noord bij de kruising met de Haerweg en de Koedijk. Op de Noord staat ook eigen plaatsnaambord.
Bij de knik van de Abbendijk loopt het over in de buurtschap Twijtel. Ook de bewoning aan de Trondeweg wordt meestal bij de buurtschap Tronde gerekend. Omdat dit deel onder Makkinga valt, wordt het soms ook wel bij de buurtschap Veneburen gerekend. Feitelijk gezien is het echter het noordelijke buitengebied van Tronde zelf. Tot 1978 viel de buurtschap in haar geheel onder Makkinga.
De es van Tronde blijkt uit opgravingen niet van voor de 12e eeuw te stammen. De oudste vermelding van de plaats is zover bekend is in 1622, toen het als 't Ronde werd vermeld. In 1644 kwam al de spelling Tronde voor. De plaatsnaam zou zijn afgeleid van het feit dat het van oorsprong uit acht in de rondte gelegen arken/woonplekken van de Mandebrink. In het Middennederlands noemde men dat trent, een omtrek. De Oudfriese woorden voor rond zijn trind en trund.
Ten oosten van Tronde ligt het natuurgebied De Stobbepoel, waarin ook de paaltjasker Vesuvius te vinden is.